# Люк Гольц
Люк Гольц (люксемб. Luc Holtz, нар. 14 червня 1969, Еттельбрюк) — люксембурзький футболіст, що грав на позиції півзахисника. Футболіст року в Люксембурзі (1993). По завершенні ігрової кар'єри — тренер. З 2010 року очолює тренерський штаб збірної Люксембургу.

## Клубна кар'єра
Народився 14 червня 1969 року. Вихованець футбольної школи клубу «Етцелла», з якого потрапив французького клубу «Монсо», за який грав на юнацькому рівні. Дорослу кар'єру розпочав у 21 рік. Всю ігрову кар'єру Гольц провів на позиції півзахисника-плеймейкера. Перший професійний клуб «Ред Бойз Дифферданж», в який він перейшов в 1990 році. Після двох років успішного виступу за «червоних», Гольца помітив один з грандів люксембуржського футболу — «Авенір» з міста Бегген.
Перейшовши в «Авенір», Гольц відразу ж виграв з новою командою два національних чемпіонату і Кубка в 1993 і 1994 роках. Також в 1993 році він був визнаний футболістом року в Люксембурзі. Загалом відіграв за беггенський клуб сім сезонів своєї ігрової кар'єри. Більшість часу, проведеного у складі «Авеніра», був основним гравцем команди. У складі «Авеніра» був одним з головних бомбардирів команди, маючи середню результативність на рівні 0,4 голу за гру першості.
У 1999 році, у віці 30 років перейшов в клуб «Етцелла» на позицію граючого тренера. Клуб в той час грав у другому дивізіоні Люксембургу. У свій перший сезон в клубі Гольц вивів команду в Національний дивізіон. У 2001 році «Етцелла» під керівництвом Гольца виграла Кубок Люксембургу. У 2002 році клуб зайняв останнє місце в чемпіонаті і вилетів назад у Другий дивізіон, але Гольц знову повернув його в Національний з першого місця. У 2003 і 2004 роках Хольц приводив «Етцеллу» до фіналів Кубка Люксембургу, але обидва були програні. Завершив ігрову кар'єру в 2007 році, привівши клуб до другого місця в національному чемпіонаті.

## Виступи за збірну
В жовтні 1991 року дебютував в офіційних іграх у складі національної збірної Люксембургу в товариському матчі з Португалією (1:1) і в подальшому стабільно виступав за збірну своєї країни.
Завершив виступи за збірну в жовтні 2002 року, в матчі, розгромно програному збірній Румунії з рахунком 0:7. Протягом кар'єри у національній команді, яка тривала 12 років, провів у формі головної команди країни 54 матчі. Єдиний гол забив 6 вересня 1995 року в матчі відбору на чемпіонат Європи 1996 року у ворота Мальти, принісши перемогу своїй команді 1:0.

## Кар'єра тренера
Повністю на тренерській роботі Гольц зосередився в 2008 році, очоливши тренерський штаб молодіжної збірної Люксембургу, де пропрацював 2 роки. 18 серпня 2010 року змінив Гі Еллера на посаді тренера національної збірної Люксембургу. Останнє досягнення люксембуржців при Гольці — п'яте місце в групі у відборі до ЧС-2018.

## Досягнення
- Чемпіон Люксембургу (2): 1993, 1994
- Володар  Кубка Люксембургу (3): 1993, 1994, 2001
- Найкращий футболіст року в Люксембурзі (1): 1993
- Переможець Другого дивізіону Люксембургу (2): 2001, 2003